# Chiesa dell'Assunta (Florinas)
La chiesa dell'Assunta è un luogo di culto che si trova a Florinas (provincia di Sassari), nella piazza del Popolo. Consacrata al culto cattolico, è sede dell'omonima parrocchia e fa parte dell'arcidiocesi di Sassari.

## Storia e descrizione
La chiesa, innalzata nel XVIII secolo su un impianto più antico, fa parte del complesso parrocchiale della Crexiscedda. L'aula interna ha pianta rettangolare e copertura a botte. Sui lati presenta cappelle, voltate a crociera, che custodiscono pregevoli altari lignei.
In chiesa si conserva anche una tela con un Santo cavaliere (San Giuliano?), opera del primo Seicento del fiorentino Baccio Gorini, che mostra elementi neomanieristi. Un'altra tela, raffigurante i Santi Francesco, Nicola di Bari e Antonio da Padova, è riferibile alla stessa bottega del Gorini.

## Galleria d'immagini

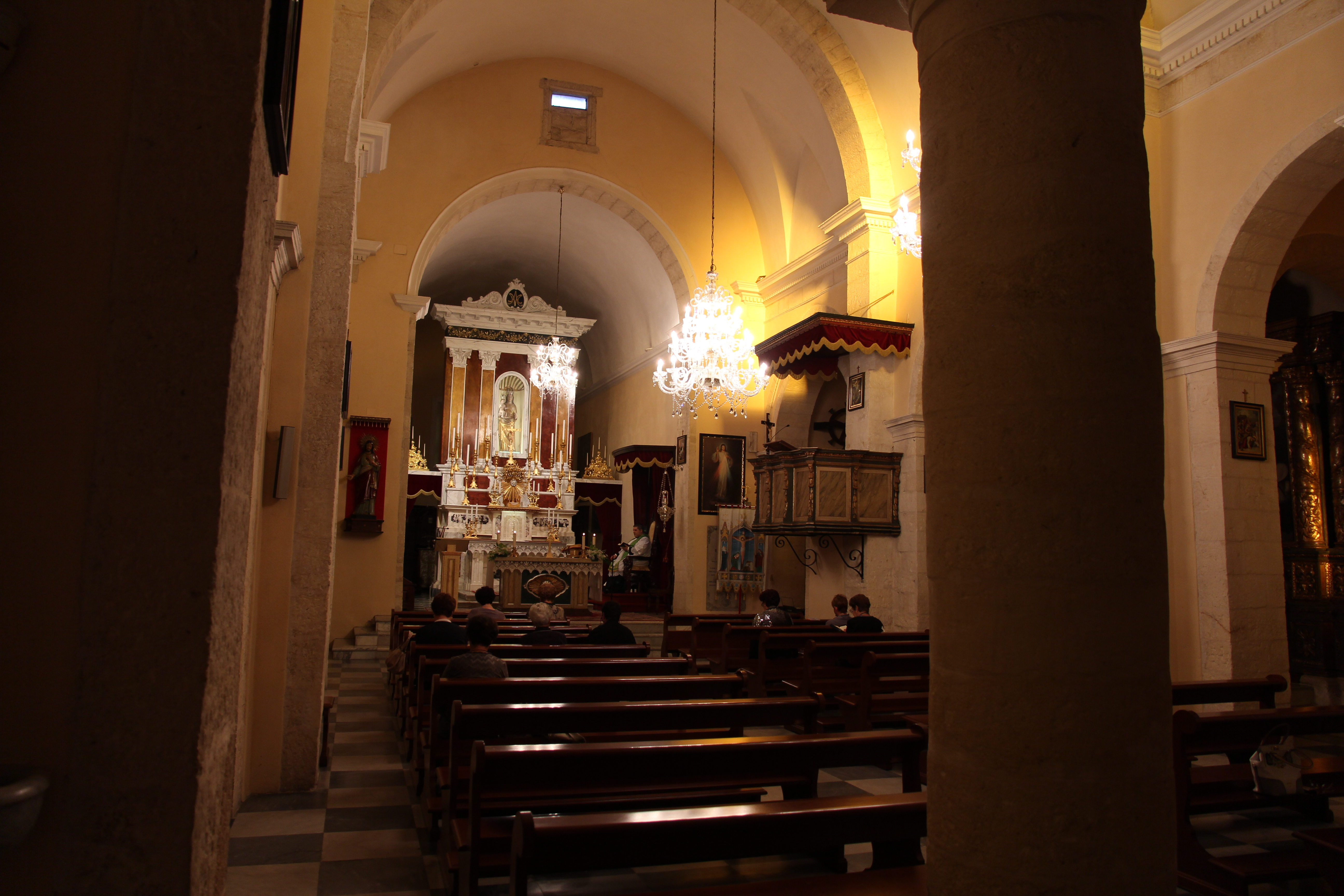
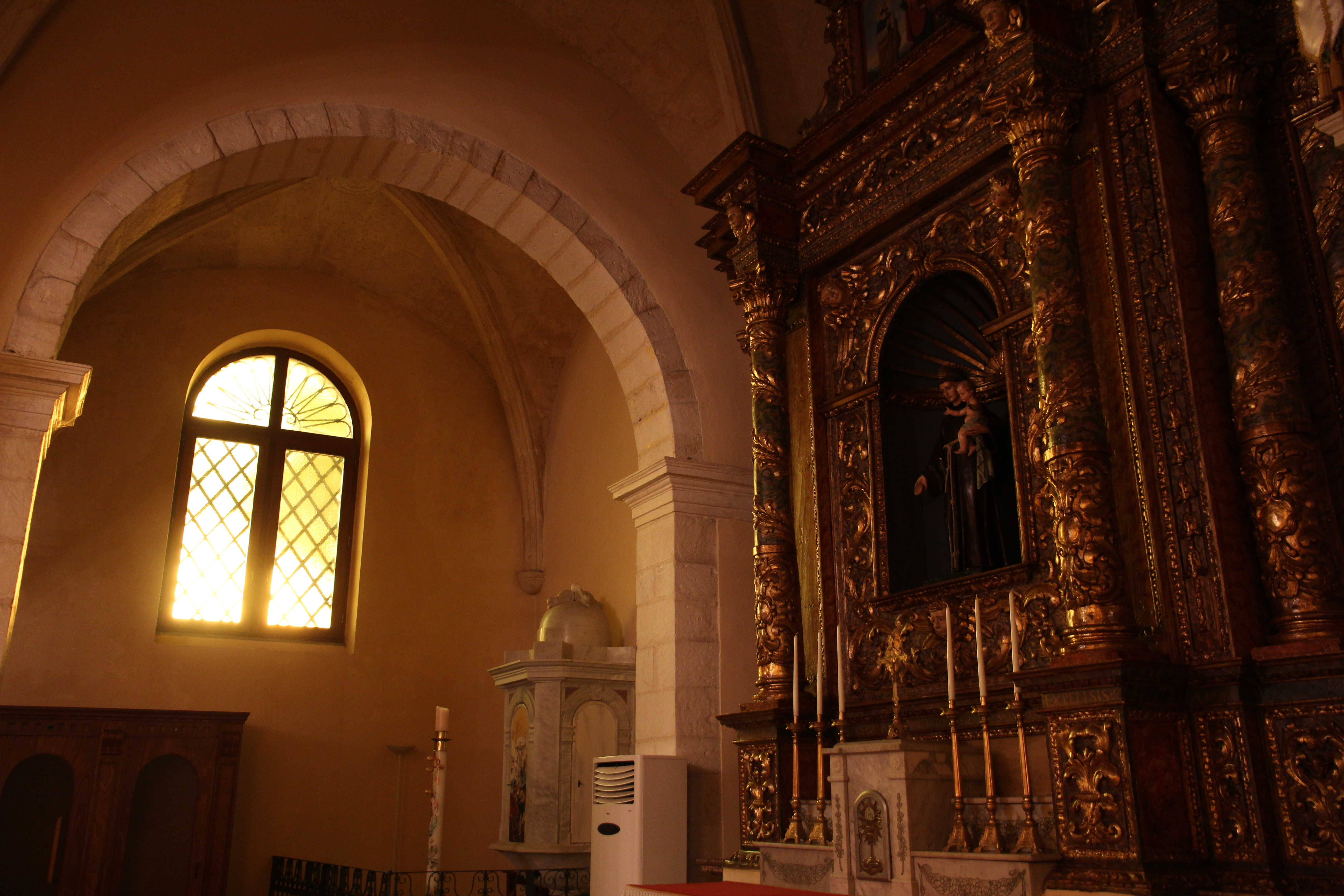
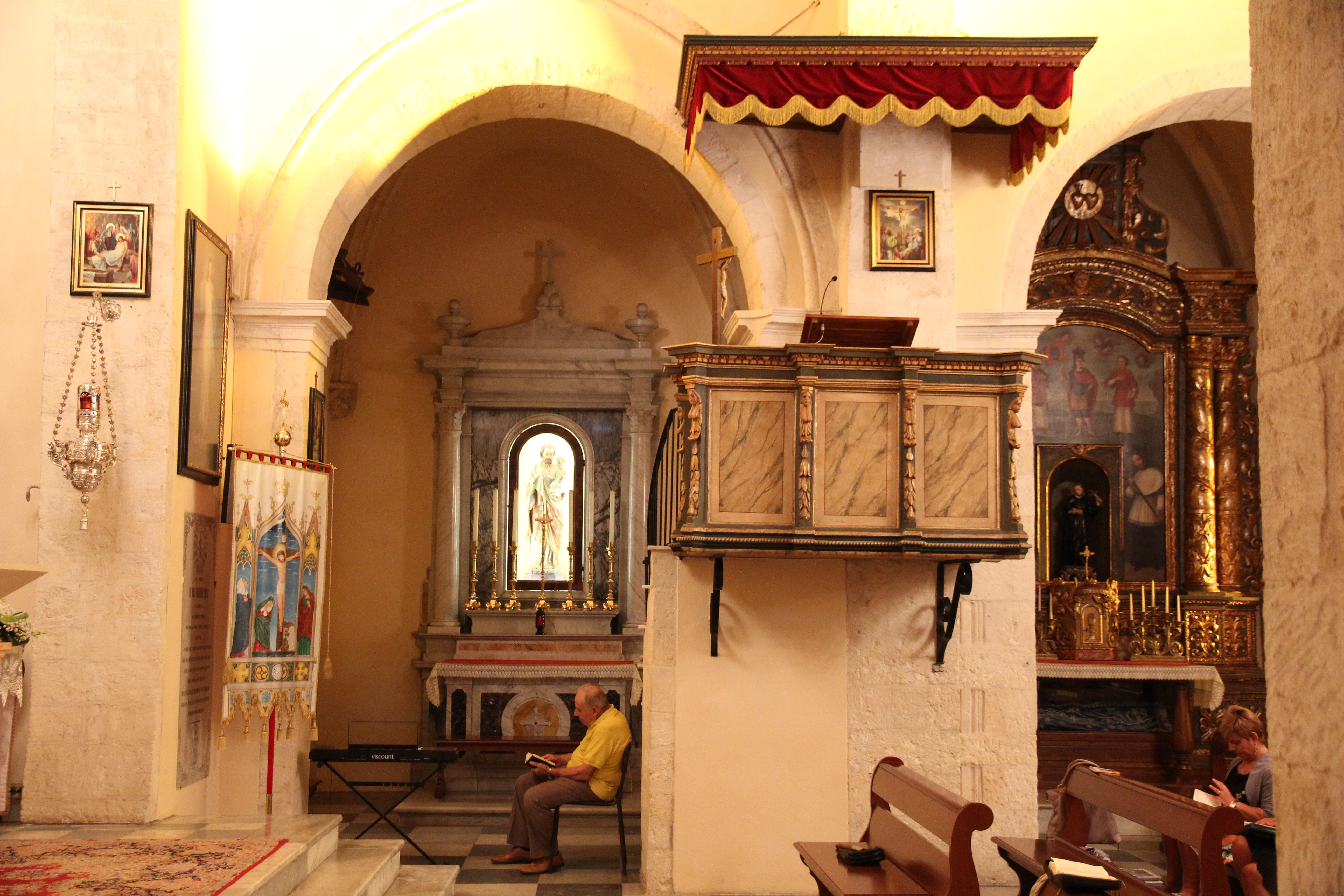
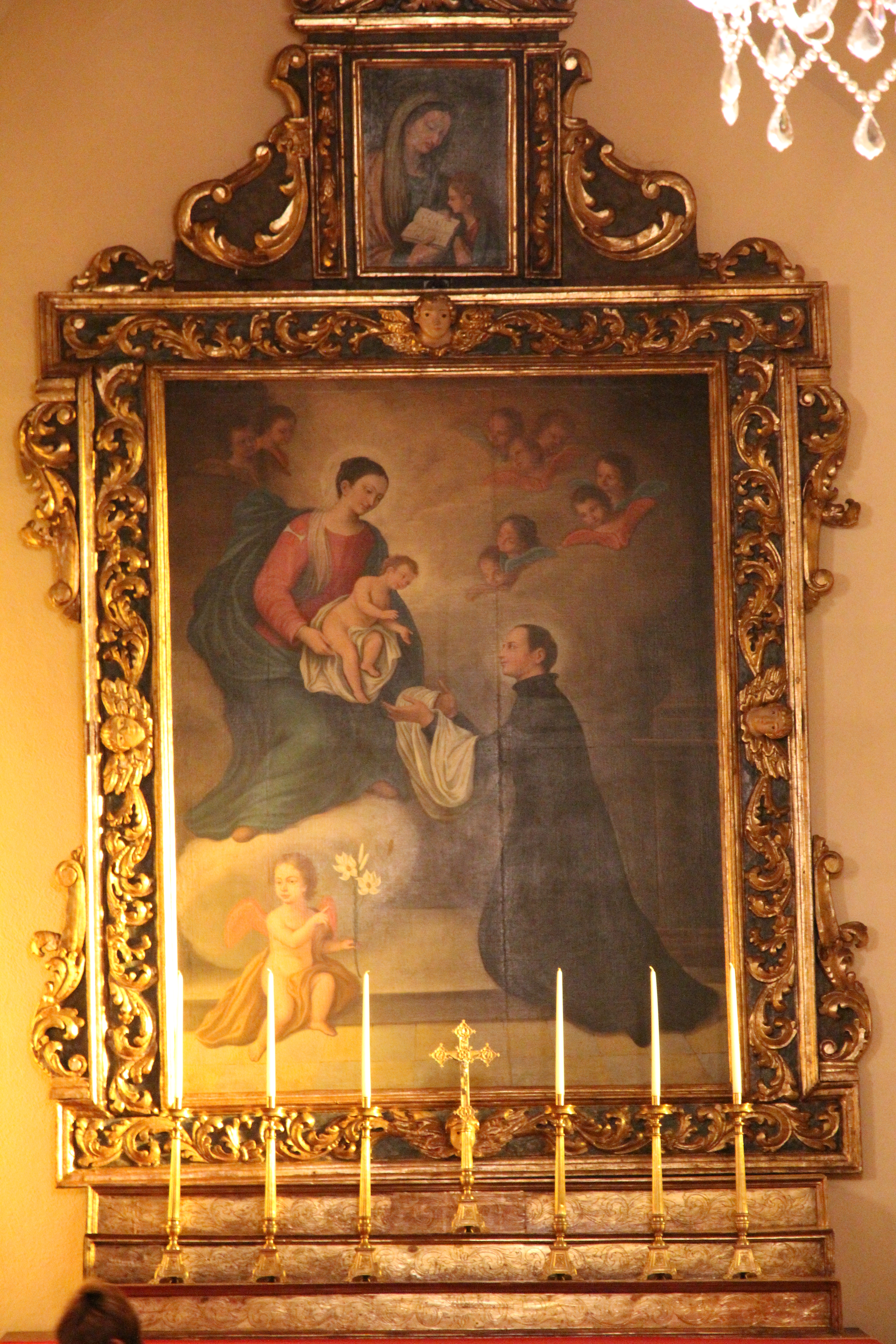